# Rovnováha sil (Červený trpaslík)
Rovnováha sil (v anglickém originále Balance of Power) je třetí epizoda první série (a celkově třetí) britského kultovního sci-fi sitcomu Červený trpaslík. Poprvé byla vysílána 29. února 1988 na kanálu BBC2.

## Námět
Listera už nebaví neustále omezování ze strany Rimmera a rozhodne se mu postavit. A to tak, že složí zkoušky a stane se jeho nadřízeným.

## Děj
Lister provádí s Rimmerem inventuru zásob a strašně se nudí. Rimmer totiž schoval všechny cigarety na tajném místě a Listerovi je dává pouze tehdy, když ho poslední žijící člověk poslouchá. Pak se oba opět pohádají a zpátky na ubikacích se Lister pokusí přesvědčit Hollyho, aby místo Arnolda oživil Kochanskou, ale marně. V prázdné jídelně vzpomíná Lister na staré časy: on a tři jeho kamarádi Peterson, Selby a Chen sedí u stolu a pijí, zatímco ostatní kolem tancují. Vtom k nim přijde Rimmer a chce po Listerovi rozvrh na přezkoušení, jenže ten ho zničil. Rimmer ale bere drogy na učení, a tak jediné, co si zapamatuje, je tento rozhovor.
Před spaním se Lister ještě pokusí přesvědčit Rimmera, aby místo sebe oživil Kochanskou, ale ten to odmítne s poukazem, že by ho Lister pak zpátky nezapnul. A tak se Lister naštve a prohlásí, že složí zkoušky a bude z něj důstojník. Na což Rimmer odtuší „Tak to asi dřív pojede čert na bruslích do práce.“ Druhý den nemůže hologram Listera najít a Holly mu to odmítne prozradit, protože tato informace je přísně tajná. Začne ho tedy hledat a nakonec ho najde v učebně, jak poslouchá audio přednášku. Lister se ovšem nechce stát důstojníkem, ale pouze šéfkuchařem, protože i tak bude mít vyšší hodnost než Rimmer a ten ho bude muset poslouchat. Arnold odejde do kajuty a začne si spolu s robíky opakovat. Vtom k nim vpadne Lister s čerstvě upečeným dortem a Rimmerovi dojde, že to Lister myslí vážně a že má na to, aby zkoušky udělal. Začne ho tedy přemlouvat, aby je nedělal. Lister mu nabídne, že zkoušky nebude dělat, když mu vrátí Kochanskou, což Rimmer poněkud rozhořčeně odmítne. Během Listerovy závěrečné zkoušky se tedy Rimmer promění v Kochanskou (nechá Hollyho, aby zkombinoval tělo Kochanské a vědomí Rimmera) a poví Listerovi, že ho Kochanská nemiluje. Lister jeho lest prohlédne a Rimmer se tedy promění zpět (omylem mu zůstane jedno ňadro a boky Kochanské). Rimmer vyjde před učebnu a krátce po něm i Lister, který si jde pro výsledek zkoušky. Rimmer už to nevydrží a zeptá, jak dopadl. Na to mu Lister odpoví: „Jak, že to udělal Lister – mistr, pane?“ a s jásotem vyskočí.

## Zajímavosti
- Epizoda obsahuje neobvyklý otevřený konec, kdy se Lister raduje, ze svého úspěchu při kuchařských zkouškách, jejichž absolvováním by se stal Rimmerovým nadřízeným a změnila by se celá struktura programu. Hned v úvodní znělce příští epizody Čekání na Boha však Holly prozradí, že Lister jejich úspěšné složení předstíral.[3]
- V této epizodě se poprvé objevuje nejčastěji hostující hvězda seriálu Červený trpaslík. Tony Hawks tu propůjčil svůj hlas jídelnímu automatu a ubikačnímu záchodu, přesto se v titulcích neobjevil. Svou roli jídelního automatu si zopakoval v "Čekání na Boha", zahrál si virtuálního průvodce v Lepší než život, uvaděče v Pozpátku a voskového Caligulu v Roztavení. Snad jeho nejpodivnější rolí byl mluvící kufr ve Škvíře ve stázi. "Díky mému množství rolí," zavzpomínal Tony, "mi ostatní začali říkat "pátý trpaslíkovec"."[3]